# Stridshingst
Stridshingst kallades de hästar, alltid hingstar, som riddare framförde vid strid.
Innehav av vältränade stridshingstar samt förmågan att kontrollera dessa i stridens hetta utgjorde den yttersta berättigandegrunden för frälsets ekonomiska och politiska maktställning. 
Stridshingstarna avlades i så kallade stod, grupper bestående av en hingst och omkring tio ston, som gick omkring i skogarna. Därifrån hämtades hingstföl, vilka föddes upp och tränades till att duga i krig. En stridshingsts värde uppskattades vara ekvivalent med sex–åtta oxar. 
Exempel på stridshingstar och deras värde kan hittas i Raven von Barnekows räkenskapsbok för Nyköpings fögderi på 1360-talet.  I denna skrift räknas värdet på ett hundratal hästar som gått förlorade i tjänsten varvid många stupat i slaget vid Gataskogen år 1365. En ordinär häst tillhörande Raven van Barnekows bågskytt vilken värderades till 13 ½ mark jämfört med Herr Ravens egna stridshingst, även den dödad i striderna, vilken hade ett uppskattat värde om 110 mark. 
Ytterligare exempel på stridshingstens värde kan hittas i jämförelsen på herr Ravens sons häst, värderad till 28 mark, och värderingen av de två förlorade stridshingstar tillhörande Kettilhot och Negendank som vardera värderades till 100 respektive 150 mark. 